# Chris Simion
Chris Simion (n. 20 august 1977, București, România) este o scriitoare și regizoare de teatru română.
A absolvit UNATC, secția teatrologie, în 2000 și secția regie teatru în 2005.

## Biografie
În 2009 devine membru al Uniunii Scriitorilor din România.
În 2008 inițiază proiectul Festivalul de teatru independent Undercloud⁠(d) din Lăptăria lui Enache – Terasa „La Motoare”.
În 2017 a inițiat proiectul Grivița53 - „Primul teatru construit împreună”, care își propune construirea primului teatru privat din România după 1946. Realizarea teatrului urmează să fie făcută prin intermediul unei  strângeri de fonduri la nivel național, proiectul arhitectural fiind premiat în anul 2017, în cadrul galei Lafarge Holcim Awards.

## Regie
- Copilul divin după Pascal Bruckner (1999)
- Scaunele după Eugen Ionescu (2004)
- Dragostea durează 3 ani după Frédéric Beigbeder (2006)
- Și caii se împușcă, nu-i așa? după Horace McCoy (2007)
- Omul pescăruș după Pescărușul Jonathan Livingstone de Richard Bach (2009)
- 7 blesteme (2010)
- Maitreyi după Mircea Eliade (2011)
- Oscar și Tanti Roz după Eric Emmanuel Schmitt (2010)
- Hoții de frumusețe după Pascal Bruckner (2013)
- Mecanica inimii după Mathias Malzieu (2013)
- Hell după  Lolita Pille (2014)
- Studii despre iubire (Estudios sobre el amor) după Ortega y Gasset (2014).

## Cărți
- Disperarea de a fi (1996);
- De ce nu suntem ceea ce putem fi? (1997);
- Spovedania unui condamnat (1998/2000);
- În fiecare zi, Dumnezeu se roagă la mine (2002);
- Ce ne spunem când nu ne vorbim (Editura Trei, 2010);

Prima carte scrisă, Dragostea nu moare. O concluzie la 16 ani, a fost publicată în 1994, autoarea fiind numită de George Pruteanu „un fel de pui de Cioran în fustă lungă și neagră”. La 17 ani a fost publicată cartea Dogmatica fericirii, iar în prefața cărții Florian Pittiș a scris: „Citindu-ți cartea am tras și eu o concluzie. „Vrei să fii fericit? Dacă ești pregătit să suferi, iubește! Chris Simion… nu ești cumva o reîncarnare a mea?”.

## Premii
literare
- 2002 – „Premiul debut în proză” acordat de Ministerul Culturii și Cultelor

teatrale
- 2000 – Spectacolul „Călător în noapte” premiat la Festivalul de Teatru Experimental de la Cairo
- 2004 – „Premiul pentru cel mai bun spectacol” pentru „Scaunele” acordat de Alliance Française, urmat de turneu în India, în opt orașe
- 2006 – „Premiul de Excelență” în Gala Antidrog acordat de Guvernul României pentru spectacolul Hell

altele
- 1995 – bursă de studii în literatura sanscrită, New Delhi – Sanskriti Kendra
- 2021 – Medalia „Meritul Cultural” clasa a III-a, categoria F - „Promovarea culturii”[5]